# Antoine Montcel
Pas d'image ? Cliquez ici

a Compétitions nationales et continentales officielles uniquement.

b Matchs officiels uniquement.
Antoine Montcel, né le 29 novembre 1938 au Saint-Étienne et mort le 24 décembre 2020 à Marseille, est un joueur de rugby à XIII international français évoluant au poste d'ailier dans les années 1960.
Il joue le RC Roanne avec lequel il remporte la Coupe de France en 1962, puis le Toulouse olympique XIII et le gain d'un titre de Championnat de France en 1965, et enfin le RC Marseille.
Fort de ses performances en club, il côtoie l'équipe de France et compte une sélection officielle en 1967 affrontant la Grande-Bretagne.

## Palmarès
- Collectif : 
  - Vainqueur du Championnat de France : 1965 (Toulouse).
  - Vainqueur de la Coupe de France : 1962 (Roanne).

### Détails en sélection
| 1. | 22 janvier 1967 | Grande-Bretagne | 13-16 | Test-match | Remplaçant | - | - | - | - |